# 王朴 (後周)

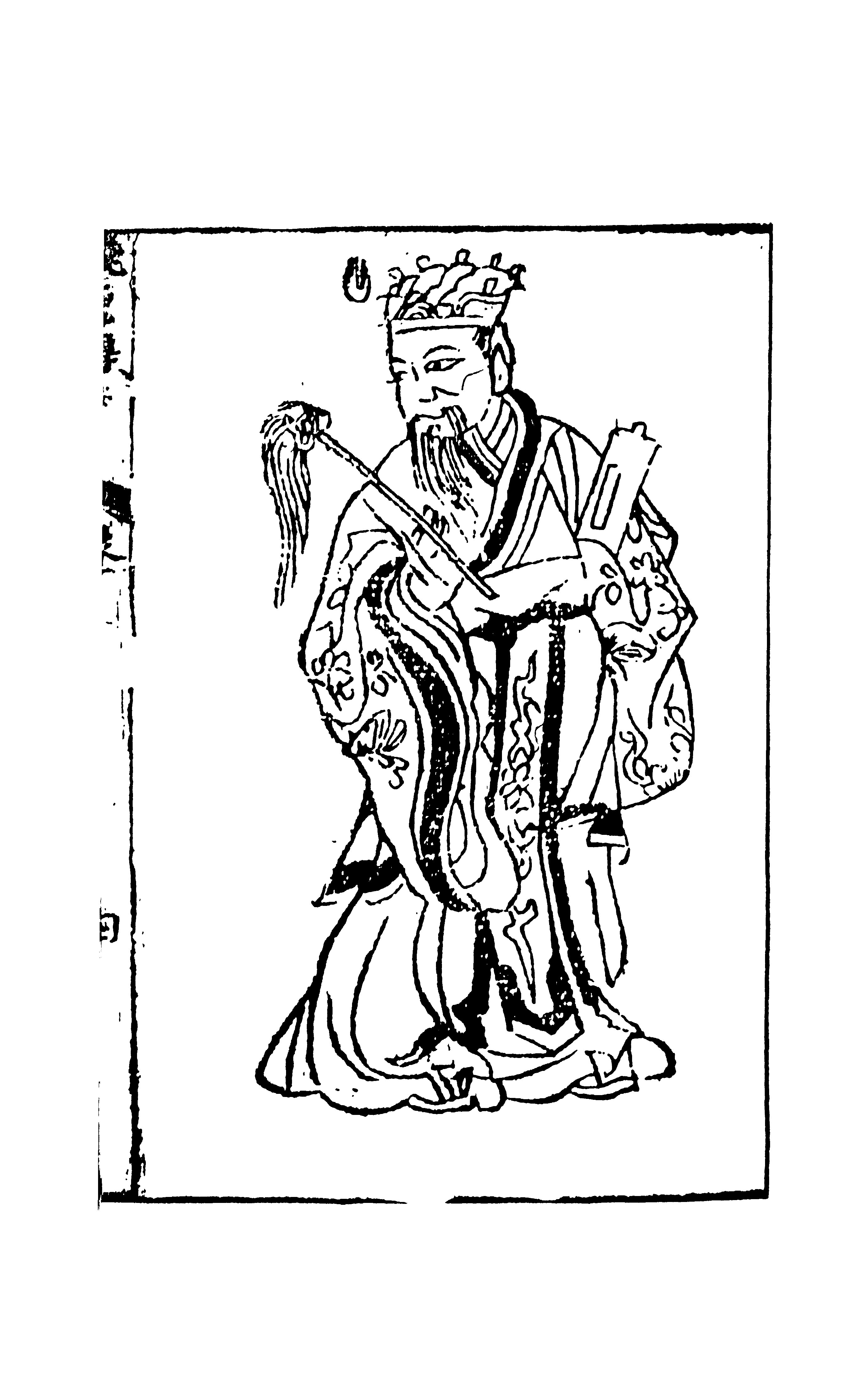
王朴

（？—959年），字文伯，東平（今中国山東東平西北）人，五代时期政治人物。
幼時穎悟好學，通晓历法。後漢乾祐三年（950年）中狀元，授校書郎。依附枢密使杨邠。王朴見後漢隱帝孱弱，杨邠又与王章、史弘肇等交惡，遂辭官歸鄉。隐帝诛杀杨邠、王章、史弘肇及其亲属，门客多被祸及，王朴因已离开而得免。后周廣順元年（951年），郭威養子郭榮為澶州節度使，以王為掌書記，後為推官。顯德元年（954年）郭榮繼位，为周世宗，王由比部郎中累進至樞密使，“大臣、藩鎮皆憚之”。二年，奉詔撰《为君难为臣不易论》、《平邊策》，主張“攻取之道，從易者始”，“得吳，則桂、廣皆為內臣，岷、蜀可飛書而召之，如不至，則四面並進，席卷而蜀平矣。吴、蜀平，幽可望風而至。”他建議先攻南唐，再取南漢、後蜀，最後攻契丹以平定北漢。
顯德三年（956年）八月，奉詔考正曆法，撰成《欽天曆》十五卷，在唐《崇玄曆》基礎上多有改進，構造九服晷影函數（正切函數）。不久，又以王朴知開封事，擴大京城，開廣街道，使之宏偉壯闊，成為日後汴京的雛形。世宗兩次攻淮南，王朴為東京副留守。顯德六年（959年）正月，奉詔考正雅樂，得八十一調，並造“律準”，詔有司依調制曲。二月，至河陰檢查黃河堤壩，於汴口立水閘。三月，奉詔樹斗門於汴口，歸朝時，拜訪前任宰相李谷的府第，兩人正常交談，突然間王朴昏倒，猝逝。周世宗聽到噩耗，“即時幸其第，及樞前，以所執玉鉞卓地而慟者數四”。將其畫像祀於宮中功臣閣。宋太祖登基後，一天路功臣閣見到王朴的畫像，竟肅立不動，整理御袍，肅然鞠躬，口中念念有詞：“倘此人在，朕不得著此袍。”著有《太清神鑑》六卷，旧本题后周王朴撰，是专论相法之书。

## 子
- 王侁，字秘權
- 王僎
- 王，進士及第
- 王偃，進士及第

## 延伸阅读
[在维基数据编辑]
 《新五代史/卷31》，出自歐陽修《新五代史》
 在维基共享资源阅览影像